# Пальманова
Пальманова (итал. Palmanova) — итальянская коммуна в провинции Удине. Население 5 406 жителей (21 декабря 2009).
Пальманова была заложена правительством Венецианской республики как образцовый фортификационный проект своего времени в 1593 году, в годовщину победы при Лепанто. Основателем и первым суперинтендантом города-крепости был Маркантонио Барбаро. Согласно замыслу архитектора Винченцо Скамоцци, город и крепость получили правильную форму девятиугольной звезды, причём каждый из бастионов был спланирован таким образом, чтобы защищать соседние. Крепость была окружена рвом. Доступ осуществлялся через трое монументальных ворот. Среди внутренней застройки наиболее примечателен собор, строившийся в первые годы XVII века, возможно, по проекту того же Скамоцци.
Покровителями коммуны почитаются святой апостол и евангелист Марк, святая Иустина Падуанская, празднование 7 октября. В Пальманове особо почитают таинство и праздник Искупления.